# Rukun Jaya
Rukun Jaya is een bestuurslaag in het regentschap Mandailing Natal van de provincie Noord-Sumatra, Indonesië. Rukun Jaya telt 622 inwoners (volkstelling 2010).